# Didgeridoo
En didgeridoo også kendt som et Beohorn er et blæseinstrument fra aboriginerne i det nordlige Australien. Instrumentet beskrives af og til som en "naturlig trætrompet". Indenfor musikvidenskab beskrives instrumentet som en aerofon. 
En didgeridoo er som regel cylindrisk eller konisk formet og et sted mellem en og to meter lang. Jo længere, instrumentet er, jo dybere toner fremstiller det typisk. Aboriginerne foretrak og foretrækker didgeridoo'er med toner mellem D og F#. 
Der findes ikke præcise kilder, der kan fortælle, hvornår didgeidoo'en stammer fra, men det hævdes ofte, at det er verdens ældste blæseinstrument. Arkæologiske studier af hulemalerier i det nordlige Australien tyder på, at aboriginerne fra Kakadu-regionen i Nordterritoriet har brugt didgeridoo'er i omkring 1500 år. 
I Danmark blev didgeridooen bl.a. særlig kendt i forbindelse med HKH Kronprins Frederik og HKH Kronprinsesse Marys bryllup i 2004, hvor 100 didgeridoomusikere optrådte på Rådhuspladsen, på selve dagen samt i danske medier. Der kan læses mere på www.didgeridoo.dk.

## Spilleteknik
En digeridoospiller frembringer lyd ved at sætte læberne til enden af didgeridoo'en, som har fået et lag voks (stearin kan også bruges) og puste luft ud gennem læberne, så de vibrerer. Voksen hjælper til at tætne mellem læberne og didgeridoo'en.
Det er vigtigt at læberne er meget afslappede, når man blæser, og ikke spændte som f.eks. når man spiller trompet. Efter lidt øvelse kan de fleste frembringe grundtonen på en didgeridoo.

### Circular breathing
En væsentlig teknik for didgeridoospilning er den såkaldte "circular breathing" (CB herefter). Det er denne teknik, der tillader artisten at frembringe toner uafbrudt i flere minutter (dygtige didgeridoospillere er kendt for at kunne spille uafbrudt i timer). Teknikken bag CB er, at lagre luft i kinderne og puste denne luft ud, i mens man suger luft ind gennem næsen. Man skifter altså mellem alm. pusten luft ud af lungerne, til en sammentrækning af kinderne, så de puster den mængde luft man har "gemt" ud. Denne teknik er oftest den sværeste.
CB kan læres egenhændigt og trænes vha. et sugerør og et glas vand. Her forsøger man konstant at blæse bobler i vandet med sugerøret og CB.

## Forskellige lyde
En didgeridoo kan frembinge mange forskellige lyde, alle med grundtonen som udgangspunkt. Hovedsageligt handler det om at ændre tungens position samt at ændre volumen i munden og struben ved sammentrækninger af kinderne og strubemusklerne. En kendt lyd didgeridooen kan lave er "joi joi" (kængrurulyd). Man laver den ved at blæse grundtonen og derefter bevæge tungen, kinderne og kæben som om man sagde "joi joi joi..." men uden egen lyd fra stemmebåndende.
Kraftige overtoner kan opnås ved direkte at sige "iiii" med lys stemme medens man puster og øge kraften hvormed man puster.